# Kouterkapel (Vollezele)

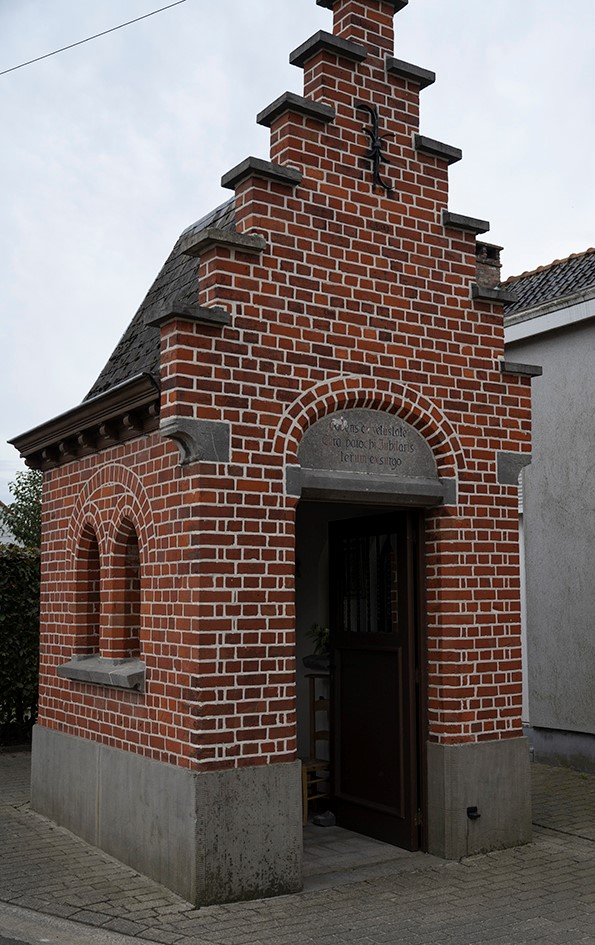
Kouterkapel Vollezele

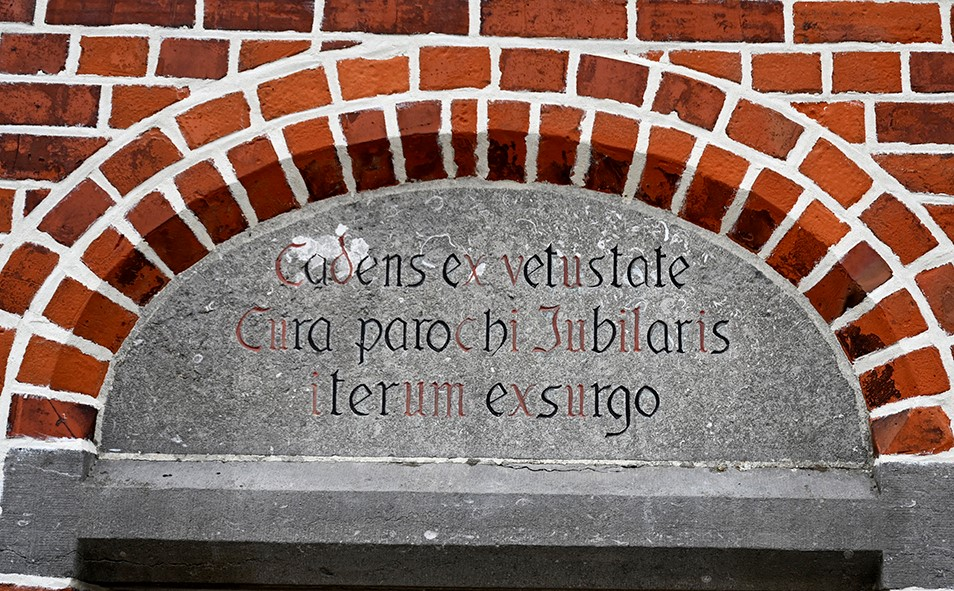
Opschrift boven de deur van de Kouterkapel

De Kouterkapel in de Repekouter in Vollezele staat ook bekend onder de inwoners als de Kapel van Vogelzang of de Kapel H. Hart Maria.
De kapel is gebouwd in 1766 door Pieter De Vriese. Het is de voornaamste en grootste kapel van Vollezele. Doorheen de jaren geraakte ze vervallen, waarna ze in 1905 werd heropgebouwd door pastoor Sannen ter gelegenheid van zijn 25-jarig priesterschap. 
De kapel draagt het jaarschrift: 
CaDens eX VetUstate
CUra paroChi JUbILarIs
IterUM eXsUrgo
Wat kan vertaald worden als: 'door ouderdom vervallen, herrijs ik door de zorg van pastoor-jubilaris'. 
Tussen de nagelaten geschriften pastoor Sannen zit nog de afrekening van Pieter De Vriese voor het oprichten van de kapel:
Staet van Pieter De Vriese van het ghene hy ontfanghen heeft tot het opmaecken van de
Capelle den Vogelensanck binnen Vollezeel binnen het jaer 1766 gelyck het volght: (...)
Waarna een opsomming volgt van de bekostiging van de kapel.

## Vogelzang
De kapel hoorde bij de pachthoeve Vogelzang langs de Repingestraat, in de gloriejaren van het Brabantse trekpaard, een van de gekende stoeterijen in Vollezele. De geschiedenis van het Brabants trekpaard kan bestudeerd worden in het Museum van het Belgisch Trekpaard.